# 25 mai 1970
Le lundi 25 mai 1970 est le 145e jour de l'année 1970.

## Naissances
- Michael Benyaer, acteur canadien ;
- Trevor Morris, compositeur de musique de film ;
- Satsuki Yukino, actrice et seiyū japonaise ;
- Laurence Arribagé, femme politique française ;
- Heather Simmons-Carrasco, nageuse synchronisée américaine ;
- Jamie Kennedy, nageuse synchronisée américaine ;
- Neil Marshall, acteur, humoriste, producteur et scénariste américain ;
- Steve Ojomoh, réalisateur, scénariste, monteur et producteur britannique ;
- Stefano Dante, joueur de rugby à XV britannique ;
- Lindsay et Sidney Greenbush, actrices jumelles américaines ;
- Djamel Mellouk, auteur, compositeur et directeur artistique français ;
- Anzhelika Kotyuga, patineuse de vitesse biélorusse ;
- Octavia Spencer, actrice américaine.

## Décès
- Christopher Dawson (né le 12 octobre 1889), sociologue britannique ;
- Tom Patey (né le 20 février 1932), grimpeur, alpiniste et écrivain britannique ;
- Nikos Kachtitsis (né le 26 février 1926), écrivain grec.

## Événements
- Fin du Critérium du Dauphiné libéré 1970 ;
- fondation du BC Telenet Oostende (club de basket belge) ;
- Lilian Buzzichelli crée l'US Toulouse, ancêtre du Toulouse Football Club ;
- René Baillaud est élu correspondant de l'Académie des sciences ;
- Ahmed Ben Salah est condamné à dix ans de travaux forcés.